# Баймак
Байма́к (рос. Баймак, башк. Баймаҡ) — місто, центр Баймацького району Башкортостану, Росія. Адміністративний центр та єдиний населений пункт Баймацького міського поселення.
Місто розташоване на східному схилі Південного Уралу, у відрогах хребта Ірендик, у верхній течії річки Таналик (басейн Уралу), за 489 км на південь від Уфи.

## Історія
Місто Таналиково-Баймак було засноване 1748 року як рудна база для Кананікольського й Преображенського мідеплавильних заводів. Назва походить від старшини й активного учасника башкирського повстання 1755 року Баймака Бікбулатова та річки Таналик. 1922 року поселення стало центром Бурзян-Таналицької волості, 1928 року отримав статус смт, 1938 року — статус міста. У період 1992–1994 років Баймак мав статус міста обласного підпорядкування.
У середині січня 2024 року в місті відбулися масові протести після засудження до ув’язнення місцевого активіста Фаїля Алсинова.

## Населення
Населення — 17710 осіб (2010; 17223 в 2002).

## Господарство
У місті працюють машинобудівний завод, меблева фабрика, декілька підприємств харчової промисловості. Розвинений туризм.